# 钆
釓（舊譯錷），是一種化學元素，其化學符號为Gd，原子序數为64，原子量為157.249 u，属于镧系元素，也是稀土元素之一。钆是一種銀白色金屬，具有些微延展性。釓在多數文獻中被視為輕、重稀土元素的分界點，從釓開始的鑭系元素在空氣中的穩定性顯著高於較輕的鑭至銪。釓在空氣中会与氧氣或水氣緩慢反应，在表面逐漸形成黑色的氧化層。釓可溶於稀酸中。作為典型的鑭系及稀土元素，釓最常見的氧化態為+3。
钆在溫度低於16°C（釓的居禮點）時會變為鐵磁性，是除了鐵系元素（鐵、鈷和鎳）外唯一能在接近室溫的環境下產生鐵磁性的金屬元素，將一塊釓放入冰水中冷卻會吸附磁鐵，但回溫後釓會脫離磁鐵掉落。其他更重的鑭系元素——鋱、鏑、鈥、鉺、銩和鐿——在更低的溫度下也會呈現出鐵磁性，但其居里點要低得多。在居禮點以上的環境中，釓是最具順磁性的元素。
钆於1880年由讓-夏爾·加利薩·德馬里尼亞發現，並以其發現來源矽鈹釔礦（Gadolinite）命名，而該礦物本身是以芬蘭化學家約翰·加多林之名命名的。1886年左右，保羅·埃米爾·勒科克·德布瓦博德蘭首次分離出純釓。
由於釓化合物具有高度的順磁性，釓螯合有機錯合物被用作核磁共振成像的顯影劑。釓也被用於合金添加劑、人造石榴石和核反應爐的控制棒等。摻雜其他稀土離子的釓化合物在醫學成像等領域中用作磷光體和閃爍體。釓的高居禮溫度也使其在磁致冷領域有很大的應用前景。

## 性质

### 化学性质
與較輕的稀土元素相比，金属钆在干燥空气中是相对稳定的，不需要像輕稀土元素保存在充氬玻璃管中。但它在潮湿空气中會迅速失去光泽，形成一层易脱落的氧化钆薄膜。当其脱落时，氧化會向内部进行。
4 Gd + 3 O2 → 2 Gd2O3
粉末状钆在1200℃时快速氧化为Gd2O3 ，在1800℃下升华形成GdO薄膜。
钆是一种强还原剂，可以将一些金属氧化物还原至金属形态。钆电正性强，可以和冷水缓慢反应、和热水迅速反应，生成氢氧化钆：
2 Gd + 6 H2O → 2 Gd(OH)3 + 3 H2
钆能够迅速地和稀硫酸反应，生成无色的[Gd(H2O)9]3+水合离子：
2 Gd + 3 H2SO4 + 18 H2O  → 2 [Gd(H2O)9]3+ + 3 SO2−
4 + 3 H2
钆和卤素在约200°C反应，生成三卤化钆：
2 Gd + 3 X2 → 2 GdX3
钆可以和大多数的元素直接化合，形成Gd(III)的化合物。如加热或高温时可以和氮气、硫、磷、硒、碳、硅或砷反应，形成二元化合物。

### 化合物
在钆的大多数化合物中，其氧化态为+3。所有三卤化钆都是已知的，它们都是白色固体（三碘化钆例外，为黄色）。常见的钆盐除了三氯化钆之外，还有硫酸钆和硝酸钆，它们可由相应的稀酸溶解金属或其氧化物得到。
Gd3+正如其它镧系元素离子一样，可以形成配合物，并有着高配位数。例如在络合剂DOTA的存在下，形成八齿配位的化合物钆特酸。含[Gd(DOTA)]−的盐在核磁共振成像中有着应用。一系列类似的齿合化合物也被研发出来了，例如钆双胺、钆布醇等。
低价态的钆化合物也是已知的，特别是在固态中。卤化钆(II)可由三卤化钆和钆金属在钽制容器中加热得到。Gd2Cl3和GdCl可以在更高温度（800 °C）还原得到。一氯化钆是有着类似层状石墨结构的片状固体。

## 用途
釓化合物具有高度的順磁性（paramagnetic），可作核磁共振成像的顯影劑，称为含钆造影剂（Gadolinium-based contrast agents,GBCA）。釓對磁共振造影機的磁場有強烈反應，以钆喷酸二甲葡胺藥劑形式注入血管中磁共振造影會清楚顯示血液流向，精確定位內出血的位置，並由3D視覺影像觀察血液自血管何處滲出，或觀察血液何處變窄或停止，確定血管阻塞或閉鎖的部位。
其他含钆造影剂有钆特酸葡胺、钆布醇、钆麦芽糖醇、钆弗塞酸等

## 安全性
钆离子往往被报导具有高毒性，但是用作MRI造影剂的钆螯合物被认为有足够的安全性，并被广泛使用。钆离子在动物的毒性表现为其对钙离子通道相关的生理过程的干扰。钆离子的半数致死剂量（LD50）约为100-200mg/kg，低剂量暴露则无慢性毒性。对啮齿类动物的毒性研究表明螯合钆（实际上溶解度更高）安全性至少为离子状态的100倍（即增加100倍剂量的Gd-螯合物相当于自由离子的毒性）
研究表明，对于正在进行透析的肾功能不全或严重肾功能衰竭患者可以使用，但是也存在风险：一种罕见的严重副作用，称为肾源性系统性纤维化（NSF）或肾纤维化皮肤病，已被证明与四个含钆磁共振成像造影剂有关。该病类似于硬化性粘液水肿和某些硬皮症。症状可能在被注射造影剂后持续数月。在美国目前的指导方针是透析患者应只接受钆剂，必要时并考虑进行碘造影剂增强CT。在增强MRI上，必须进行透析。

## 外部連結
- 元素钆在洛斯阿拉莫斯国家实验室的介紹（英文）
- —— 钆（英文）
- 元素钆在The Periodic Table of Videos（諾丁漢大學）的介紹（英文）
- 元素钆在Peter van der Krogt elements site的介紹（英文）
- WebElements.com – 钆（英文）